# Юридичний вісник (журнал)
«Юридичний вісник» — науково-практичний фаховий журнал, що дозволяє демонструвати результати найважливіших напрямків теоретичних та науково-практичних досліджень у сфері права представників Національного університету «Одеська юридична академія», а також інших закладів вищої освіти та наукових установ України.
Юридичний вісник був заснований у 1993 році Національним університетом «Одеська юридична академія».

## Тематика видання
Протягом більше 25 років на сторінках журналу обговорюються конкретні наукові питання, повідомляється про досягнення наукових напрямків і шкіл, що розвиваються у Національному університеті «Одеська юридична академія», висвітлюється методика викладання навчальних дисциплін.
Журнал інформує також про події наукового життя та юридичної освіти в Україні, подає рецензії наукових праць та підручників з юридичної тематики.
На сторінках журналу висвітлюються актуальні питання теорії та історії держави і права, державного управління, адміністративного права, конституційного права, міжнародного права, права Європейського Союзу, цивільного права і процесу, аграрного та екологічного права, кримінології, кримінального та кримінального процесуального права та інших галузей права. Подаються матеріали з аналізу судової практики Європейського суду з прав людини та інших міжнародних установ.
Юридичний вісник призначений для докторів наук, кандидатів юридичних наук, молодих науковців (ад'юнктів, аспірантів, здобувачів), викладачів вищої школи, студентів старших курсів, адвокатів, практикуючих юристів, суддів, співробітників правоохоронних органів та усіх, хто цікавиться досягненнями української юридичної науки.

## Відомості про журнал
Свідоцтво про державну реєстрацію: КВ № 19241-9041 ПР від 14.11.2011
Фахова реєстрація: внесено до переліку наукових фахових видань ДАК України, в яких можуть публікуватися результати дисертаційних робіт на здобуття наукових ступенів доктора і кандидата наук відповідно до Постанов Президії Вищої атестаційної комісії України від 09.07.1999 № 1-05/7 та від 14.04.2010 р. № 1-05/3; Наказу МОН України від 21.12.2015 р. № 1328 (додаток № 8).
Передплатний індекс: 40318 (Каталог періодичних видань України)
Назва журналу англійською: «Law Herald»
Розміщення на сайті НБУВ:  «Юридичний вісник»
Індекс міжнародного центру періодичних видань: ISSN 1561-4999
Журнал представлено:
- Національній бібліотеці України ім. В. І. Вернадського[3].
- Юридичному реферативному журналі[4] Наукової бібліотеки Національного університету «Одеська юридична академія»
- Інституційному репозитарії Національного університету «Одеська юридична академія»[5]

Журнал зареєстровано у:
- Міжнародній наукометричній базі Index Copernicus International[6] (Республіка Польща)

## Редакційна колегія
Головний редактор: Ківалов С. В. — доктор юридичних наук, професор, академік НАПрН України, академік НАПН України.
Заступник головного редактора: Афанасьєва М. В. — доктор юридичних наук, професор
Заступник головного редактора (відповідальний секретар): Пережняк Б. А. –  кандидат юридичних наук, професор
Редакційна колегія:
Аленін Ю. П. — доктор юридичних наук, професор, член-кореспондент НАПрН України
Біла-Тіунова Л. Р. — доктор юридичних наук, професор
Гараджаєв Д. Я. –  доктор юридичних наук, доцент (Азербайджанська Республіка)
Дрьомін В. М. — доктор юридичних наук, професор, член-кореспондент НАПрН України
Дудченко В. В. — доктор юридичних наук, професор
Ілієв І. В.– доктор юридичних наук, професор (Республіка Болгарія)
Крижановський В. Я. –  кандидат юридичних наук
Оборотов Ю. М. — доктор юридичних наук, професор, член-кореспондент НАПрН України
Подцерковний О. П. — доктор юридичних наук, професор, член-кореспондент НАПрН України
Рабінович П. М. — доктор юридичних наук, професор, академік НАПрН України
Туляков В. О. — доктор юридичних наук, професор, член-кореспондент НАПрН України
Харитонов Є. О. — доктор юридичних наук, професор, член-кореспондент НАПрН України

## Досягнення
На другому Всеукраїнському конкурсі на краще юридичне видання 1998—1999 рр. у номінації «Періодичні юридичні видання, часописи тощо» третю премію «за високий рівень публікацій науково-публіцистичної спрямованості журналу „Юридичний вісник“» присуджено головному редактору журналу М. П. Орзіху та члену редакційної колегії С. В. Ківалову.